# Nino Ferrer
 Nino Ferrer (Genova, 1934. augusztus 15. – Montcuq, 1998. augusztus 13.) olasz származású francia énekes, dalszerző. Nino Ferrer több mint 200 dal dalszerzője, énekese.

## Pályafutása
Nino Ferrer Genovában született, de élete első éveit Új-Kaledóniában töltötte, ahol apja mérnökként dolgozott. Jezsuita vallási oktatása Genovában, majd a Párizsban tartósan elidegenítette az egyháztól.
1947-től etnológiát és régészetet tanult a Sorbonne-on, amellett a zene és a festészet iránt is érdeklődött.
Tanulmányai befejezése után teherhajón dolgozva beutazta a világot. Amikor visszatért Franciaországba, a zene mellett döntött. Legjobban James Brown, Otis Redding és Ray Charles zenéje hatott rá.
Nagybőgőzni kezdett Bill Coleman New Orleans Jazz Orchestrájában. Lemeze 1959-ben jelent meg először. Basszusgitáron játszott a Dixie Cats két 45-ös kislemezén. Szólóénekelést Nancy Holloway javasolt neki, akit Ferrer kísért. 1963-ban rögzítette saját első kislemezét (Pour oublier qu'on s'est aimé). A lemez B oldala, a „C'est irreparable” című dal 1965-ben nagy siker lett.
szólóénekesként 1965-ben a „Mirza” című dallal lett először sikeres. Más slágerei következtében is Ferrert énekeskomikusnak minősítítették. A sztereotípiák miatt úgy érezte, hogy csapdába esett, miközben végtelenül provokatív előadásai voltak színházakban, televíziókban és turnéjain is.
Olaszországban 1967-ben nagy sikert aratott az olaszul: La pelle nera, franciául: Je voudrais être un noir (Szeretnék fekete ember lenni) című dallal. Ez a soul. Ebben a dalban Ferrer fekete zenei bálványait arra kéri, hogy ajándékozzák neki fekete bőrüket a zene javára. Olaszországban a dalnak hosszan tartó ikonikus hatása volt.
A „La pelle nera”-t egy sor − csak félig komoly − olasz dal követte, amelyek kétszer is szerepeltek a Sanremói Dalfesztiválon (1968, 1970).
Ferrer fellázadt a francia show-biznisz korifeusai ellen, „cinikus technokratáknak és a tehetség mohó kizsákmányolóinak” tekintettette őket.
Kevésbé ismert dalaiban – amelyeket a siker jobbára elkerült – kigúnyolta az élet abszurditásait. Egyetértett Serge Gainsbourgval és Claude Nougaróval abban, hogy a dal „csak háttérzaj”.
1975-ben kezdett lovakat tenyészteni. 1989-ben Ferrer megkapta a francia állampolgárságot. Ekkor egy kórus kíséretével felvette a francia himnuszt.
Néhány hónappal édesanyja halála után (akinek haláláért felelősnek tartotta magát és depressziós lett) elővette vadászfegyverét, és egy kivágott kukoricatábla melletti ligetben szíven lőtte magát. Búcsúlevelet a házában felesége találta meg. A halálhír legtöbb francia és olasz újság címlapjára került: „Adieu Nino!”, „Nino Ferrer letette a telefonját”, „Ninónk délre ment”.
A francia show-biznisz „Don Quijotéja” volt.

## Albumok
- 1966: Enregistrement public
- 1967: Nino Ferrer
- 1969: Nino Ferrer
- 1970: Rats and Rolls
- 1972: Métronomie
- 1972: Nino Ferrer and Leggs
- 1974: Nino & Radiah
- 1975: Suite en œuf
- 1977: Véritables variétés verdâtres
- 1979: Blanat
- 1981: La Carmencita
- 1982: Ex-Libris
- 1983: Rock n'roll Cow-boy
- 1986: 13e album
- 1991: L’Indispensable (aranylemez)
- 1993: La désabusion
- 1993: La vie chez les automobiles
- 1995: Concert chez Harry

### Live
- 1970: Rats and Rolls
- 1995: Concert chez Harry

### Kislemezek
- 1963: Pour Oublier Qu'On S'Est Aimé
- 1964: Je Reviendrai
- 1965: Viens Je T'Attends
- 1965: Mirza
- 1966: Alexandre
- 1966: Je Veux Être Noir
- 1967: Le Téléfon
- 1967: Mao Et Moa
- 1968: Le Roi D'Angleterre
- 1968: Mamadou Mémé
- 1969: Je Vends Des Robes
- 1969: Agata

## Filmek
- 1964: Laissez tirer les tireurs
- 1965: Ces dames s'en mêlent
- 1966: Palpitations (TV)
- 1969: Delphine
- 1969: L'Homme qui venait du Cher (TV)
- 1969: Agence Intérim (TV)
- 1970: Un été sauvage
- 1982: Litan: La Cité des spectres verts
- Nino Ferrer az IMDb-n

## Díjak
- 2021: Pop Psychédélique − The Best of French Psychedelic Pop 1964-2019